# Inname van Smyrna
De inname van Smyrna (Turks: İzmir'in Kurtuluşu, bevrijding van İzmir) was de laatste veldslag tussen het Griekse leger van Anatolië en het Turkse leger van de Grote Nationale Assemblee van Turkije onder leiding van veldmaarschalk Mustafa Kemal. De gebeurtenis speelde zich af in Smyrna en omstreken. De Griekse legers trokken zich na de Slag om Sakarya steeds meer terug als gevolg van de oprukkende legers van Mustafa Kemal. Tijdens de eerste fase van het 'Grote Offensief' (Büyük Taarruz) waren de Grieken na de Slag om Dumlupınar genoodzaakt zich terug te trekken naar hun hoofdkwartier gelegen in Smyrna. Tijdens de terugtocht van het Griekse leger werd de tactiek van de verschroeide aarde gehanteerd. Het gevolg daarvan was, dat ook enkele tientallen Turkse dorpen platgebrand werden.
Op 8 september 1922 om 10 uur hield het Griekse bestuur van Smyrna op te bestaan. Op 9 september trokken de legers van Mustafa Kemal onder leiding van Fahrettin Altay Oost-Smyrna binnen. Aan deze intocht dankt een oostelijk deeldistrict van Smyrna zijn naam, namelijk Kemalpaşa, oftewel generaal Kemal.
Na de inname werden branden gesticht in de Griekse en Armeense wijken van de stad. De branden namen enorme proporties aan. Troepen van Italiaanse oorlogsschepen aan de kade van Smyrna verhinderden het in brand steken van de joodse wijk. De verantwoordelijkheid voor het stichten van de branden is nooit geheel duidelijk geworden. In de eerste dagen na de verovering werden 30.000 Griekse en Armeense inwoners omgebracht.

## Galerij

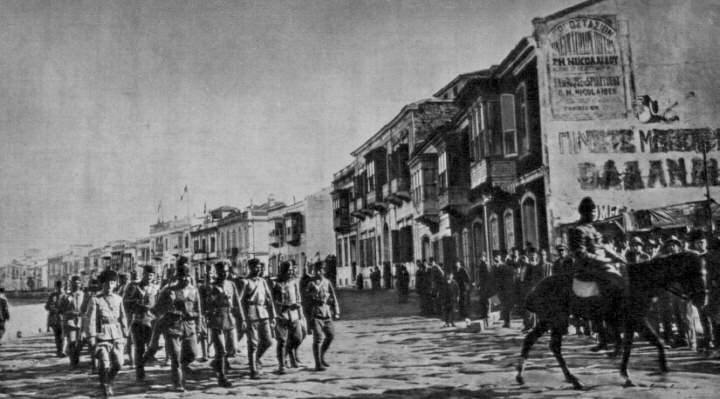
Invasie van het Turkse leger onder Mustafa Kemal op 9 september 1922.
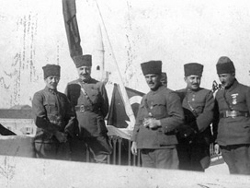
Opknoping op de Turkse vlag[bron?] op de zetel van de gouverneur van Smyrna op 9 september 1922.
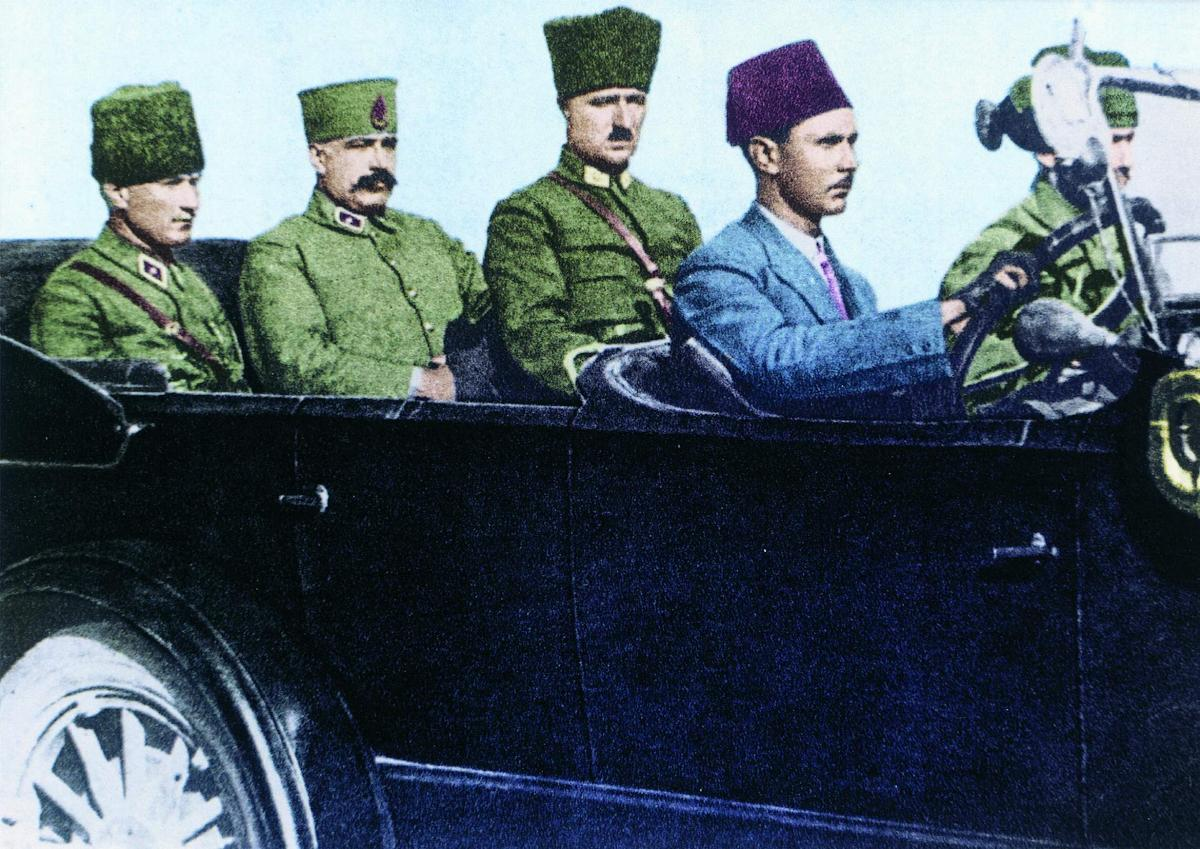
Mustafa Kemal arriveert in Smyrna op 10 september 1922 met Fevzi Pasja en Salih Bey.
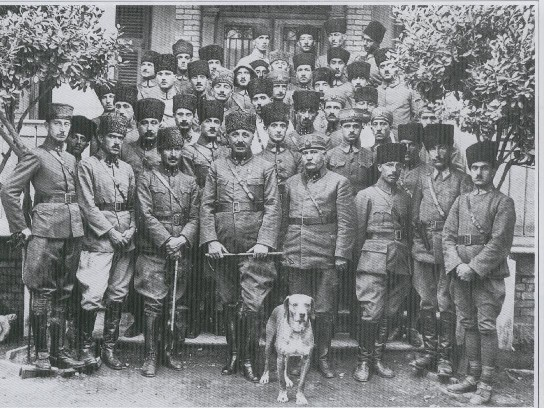
Fahrettin Pasja bij zijn eerste bezoek aan Smyrna.